# Renat Šakirov
Renat Munirovič Šakirov (in russo Ренат Мунирович Шакиров?; Mosca, 4 marzo 1990) è un giocatore di calcio a 5 russo.

## Carriera
Con la nazionale russa ha disputato il campionato europeo 2016, nel quale gli orsi sono stati sconfitti in finale dalla Spagna.

## Palmarès
- Campionato russo: 1
Dinamo Mosca: 2016-17
- Coppa della Russia: 2
Gazprom Jugra: 2020-21
Noril'skij Nikel': 2023-24